# Applewold
Applewold es un borough ubicado en el condado de Armstrong en el estado estadounidense de Pensilvania. En el año 2000 tenía una población de 356 habitantes y una densidad poblacional de 2,749.0 personas por km².

## Geografía
Applewold se encuentra ubicado en las coordenadas 40°48′31″N 79°31′20″O / 40.80861, -79.52222.

## Demografía
Según la Oficina del Censo en 2000 los ingresos medios por hogar en la localidad eran de $30,714 y los ingresos medios por familia eran $35,625. Los hombres tenían unos ingresos medios de $32,500 frente a los $19,464 para las mujeres. La renta per cápita para la localidad era de $16,549. Alrededor del 9.8% de la población estaba por debajo del umbral de pobreza.